# NGC 1261
NGC 1261 (również GCL 5 lub ESO 155-SC11) – gromada kulista, znajdująca się w gwiazdozbiorze Zegara w odległości 53,1 tys. lat świetlnych. Jej odległość od centrum Galaktyki wynosi 59 tys. lat świetlnych. Odkrył ją James Dunlop 28 września 1826 roku.